# Hidroxiprolina

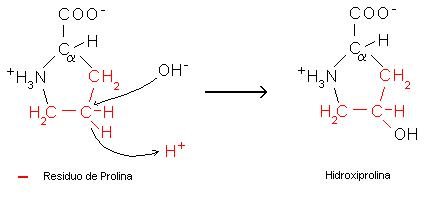
Procés de formació de Hidroxiprolina

(2S, 4R)-4-hidroxiprolina, L-hidroxiprolina (C₅H9O₃N), és un aminoàcid comú no proteinogenic (HYP). És un derivat de la prolina (un dels 20 aminoàcids essencials, amb la propietat de tenir forma cíclica). La hidroxiprolina es troba fonamentalment en el teixit connectiu i ossi, constituint el 10% de la molècula del col·lagen. També es pot trobar Hidroxiprolina, a la paret cel·lular vegetal, com compost de glicoproteïnes "Extensines".

## Descobriment
El primer en aïllar i descobrir la hidroxiprolina va ser el químic Hermann Emil Fischer. Entre els anys 1899 i 1908, Fischer va fer grans descobriments i contribucions a l'estudi de les proteïnes. Va plantejar diversos mètodes per separar i identificar proteïnes i aminoàcids i va descobrir tant la prolina com la hidroxiprolina. Aquest descobriment juntament amb altres estudis de les proteïnes com la síntesi del dipèptid glicina-glicina o la hidròlisi de la caseïna, juntament amb l'estudi dels sucres el van portar a guanyar un premi Nobel de química l'any 1902.

## Estructura
La hidroxiprolina prové d'una modificació post-traduccional del aminoàcid essencial prolina (Pro,P). Normalment les traduccions post-traduccionals solen ser reversibles però en aquest cas es tracta d'una modificació irreversible. Aquesta modificació és molt més comuna en humans que en la resta d'éssers vius.
La reacció que converteix la prolina en la hidroxiprolina vé catalitzada per un enzim anomenat 4-prolinahidroxilasa (P4H) que es troba a l'interior (lumen) del reticle endoplasmàtic. Durant la reacció, el pes molecular de la prolina augmenta en 16 unitats de massa. Aquesta reacció requereix de la presència d'àcid ascòrbic. La hidroxiprolina difereix de la prolina per la presència d'un hidroxil (grup OH) adjunt al C (gamma) del àtom. Actualment, per la detecció de la presència de hidroxiprolina en proteïnes es du a terme mitjançant espectrometria de masses.
Hi ha diferents tipus de hidroxiprolines en la naturalesa, els més notables són 2,3-cis-, 3,4-trans-, i 3,4-dihidroxiprolina, que es produeix a les parets cel·lulars dels diatomees i es postula per a un paper en la deposició de sílice. La hidroxiprolina es troba també en les parets dels oomicets, fongs protists relacionats amb les diatomees.

## Funcions

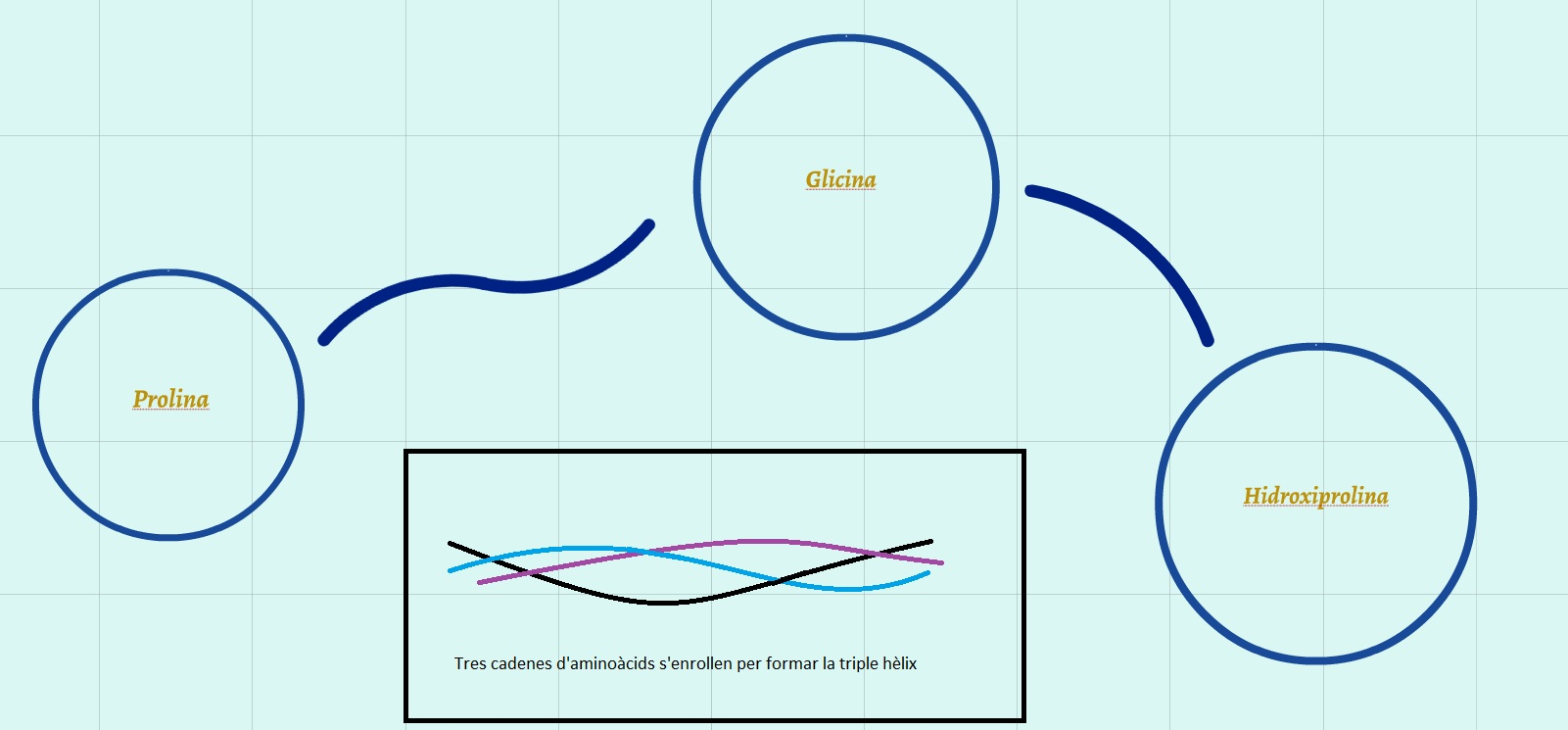
Seqüència d'aminoàcids d'una cadena del col·lagen

- Formació de col·lagen i paper en les propietats d'aquest: Una molècula de col·lagen individual està formada per tres cadenes polipeptídiques anomenades cadenes alfa. Les cadenes alfa s'enrosquen entre si per formar una triple hèlix dextrogira. Les molècules de glicina que es troben en el col·lagen solen estar precedides de la hidroxiprolina y seguides per una molècula de prolina. Juntament amb la prolina i la glicina, la hidroxiprolina té un paper indispensable per la conformació en hèlix triple del col·lagen i permet la correcte torsió aguda de l'hèlix.
A més a més, la hidroxiprolina també augmenta l'estabilitat del col·lagen, i això es deu principalment als seus efectes esteroelectrònics.
- Col·làgens fibril·lars: En concret, la hidroxiprolina té un paper molt important en la conformació dels col·làgens fibril·lars, que inclouen molècules de col·lagen dels tipus I, II, III, V i XI. Aquests tipus de col·lagen es caracteritzen per repeticions interrompudes de glicina-prolina-hidroxiprolina i s'acumulen per formar fibril·les amb bandes d'una periodicitat de 68 nm).
- Marcador en proves mèdiques: La hidroxiprolina es fa servir com a marcador en proves on s'analitza l'orina, amb la finalitat d'avaluar el contingut de minerals ossis que es troben en aquesta.

## Malalties associades
- En l'estudi del queratocon (malformació de la còrnia, origen de la qual és desconegut) i té un paper important la presència d'hidroxiprolina. Aproximadament el 70% de l'estroma de la còrnia consisteix en col·lagen, que com ja s'ha mencionat anteriorment està format per glicina, hidroxiprolina i prolina. L'arginasa és un enzim, localitzat al citosol cel·lular, que catalitza la conversió d'arginina a ruea i ornitina, que serveix de precursor per la síntesi de prolina i hidroxiprolina. És conegut i estudiat que els pacients que tenen aquesta malformació tenen aproximadament un 50% menys de concentració d'hidroxiprolina en els qualsratòcits (fibroblasts de la còrnia).
- El col·lagen és un element que també es troba en les dents, reforçant-les. En un estudi mitjançant microscopia òptica, s'avaluava l'efecte de la degradació del col·lagen en les dents, i el paper que aquest podia tenir en la prevenció de les càries. Una manca de col·lagen o la degradació indeguda d'aquest provoca un augment considerable de les càries o la probabilitat de tenir-ne. Per realitzar l'estudi es va observar la presència d'hidroxiprolina en el col·lagen que forma les dents i les variacions que tenien les molècules de col·lagen i d'hidroxiprolina al llarg de tot el procés.
- La fibrosis del fetge es caracteritza per una acumulació de la matriu extracel·lular. Aquest fet és sovint observable amb persones que pateixen hepatitis crònica o persones amb un consum d'alcohol elevat. La cirrosis és l'estat més greu de la fibrosis hepàtica. En els estudis realitzats sobre aquest tema, per poder avaluar l'estat de la fibrosis i de l'acumulació del fetge s'observa la presència i quantitat d'hidroxiprolina.